# Лосевка (Дубровенский район)
Лосевка (бел. Ло́сеўка) — деревня в Дубровенском районе Витебской области Республики Беларусь. Входит в состав Добрынского сельсовета.

## География
Ближайшие населённые пункты Красная Слобода, Халалеевка и др.

### Гидрография
На окраине деревни протекает река Проня.

## История
В 1910 году в Сватошицкой волости Горецкого уезда Могилёвской губернии.

## Население

### Численность
- 2009 год — 4 жителя

### Динамика
- 1910 год — 14 дворов, 44 муж., 39 жен.[2]
- 1999 год — 30 жителей (перепись населения)
- 2009 год — 4 жителя (перепись населения)[2]

## Улицы
- Луговая
- Полевая

## Достопримечательность
- Памятник землякам. Установлен в 1970 году в центре деревни Лосевка, в память о 21 жителе населённых пунктов колхоза "Беларусь", которые погибли в Великую Отечественную войну[3].